# 전주효문중학교
전주효문중학교(全州孝文中學校)는 대한민국 전북특별자치도 전주시 완산구 삼천동1가에 있는 사립 중학교이다.

## 학교 연혁
- 1979년 1월 31일 : 본교법인 성림학원 전주효문여자중학교 인가
- 1979년 3월 2일 : 초대 교장 노병호 취임
- 1979년 3월 6일 : 제1회 입학식 8학급(534명)
- 1980년 3월 29일 : 학교법인 판향학원 인가 (학교법인 성림학원으로부터 분리)
- 1982년 2월 11일 : 제1회 졸업식(535명)
- 2001년 5월 8일 : 학교법인 삼전학원 인가
- 2020년 3월 2일 : 제10대 교장 방병국 취임
- 2022년 3월 1일 : 전주효문중학교로 교명 변경
- 2023년 1월 10일 : 제42회 졸업식(92명) 총 졸업생수(13,797명)
- 2023년 3월 2일 : 제45회 입학식 7학급(193명)

## 참고 자료
- 전주효문중학교 - 한국교육학술정보원 학교알리미